# Cochlidium pusillum
Cochlidium pusillum là một loài dương xỉ trong họ Polypodiaceae. Loài này được Blume Copel. mô tả khoa học đầu tiên năm 1929.